# Герке, Ханс-Йоахим
Ханс-Йоахим Герке (нем. Hans-Joachim Gehrke; род. 28 октября 1945, Зальцгиттер) — немецкий историк античности, археолог. Доктор (1973). В 1987—2008 годах был профессором древней истории Фрайбургского университета, до этого преподавал в университетах Гёттингена, Вюрцбурга и Свободном университете Берлина. С 2008 по 2011 год президент Германского археологического института.
С 1961 по 1965 год учился в гимназии Гослара. Затем изучал историю и классическую филологию в университете Георга Августа Геттингена с 1967 по 1973 год, где в последний год получил докторскую степень.
А. И. Иванчик характеризует его как «самого авторитетного современного немецкого историка античности».